# أديليا بتروسيان
أديليا بتروسيان (مواليد 5 يونيو 2007) هي تزلج فني على الجليد روسية.